# Projeto de Joaquim Guedes, Liliana Guedes, Carlos Milan e Domingos Azevedo para o Plano Piloto de Brasília
O Projeto de Joaquim Guedes, Liliana Guedes, Carlos Milan e Domingos Azevedo para o Plano Piloto de Brasília foi um dos projetos submetidos ao Concurso Nacional do Plano Piloto da Nova Capital do Brasil. Ele foi submetido como "STAM", sigla para "Serviço Técnico de Atendimento aos Municípios", o nome da equipe, concorrendo como o número 12.
O projeto da equipe de Joaquim Guedes foi um dos pontos de conflito do júri, com o presidente do Instituto de Arquitetos do Brasil (IAB) Paulo Antunes Ribeiro não tendo aceitado a pré-seleção dos dez finalistas e sugerindo a inclusão de um 11º projeto - o da equipe - sem sucesso. A crise terminou com Paulo se retirando do júri. O projeto da equipe acabou não chegando entre os dez finalistas e ainda é estudado com um das alternativas mais interessantes ao Plano Piloto que foi construído.

## Antecedentes
A transferência da capital federal do Rio de Janeiro para uma nova cidade no Planalto Central havia se tornado a meta-síntese do governo do presidente Juscelino Kubitschek. Tendo vencido as resistências políticas e as burocracias, o presidente pediu a Oscar Niemeyer, seu arquiteto de confiança, que projetasse a nova capital. Entretando, Niemeyer não quis fazer o projeto urbanístico, ficando apenas com os edifícios. Para projetar a cidade, ele sugere a criação de um concurso nacional com a participação do Instituto de Arquitetos do Brasil (IAB), o que é aceito por Juscelino.
Assim, em 1956 foi criada a Comissão de Planejamento da Construção e da Mudança da Nova Capital Federal, que anunciou o Concurso Nacional do Plano Piloto da Nova Capital do Brasil, com o edital da Companhia Urbanizadora da Nova Capital (Novacap) estabelecendo as regras que incluíam, por exemplo, que a cidade fosse projetada para 500 mil habitantes e a localização da área de cinco mil quilômetros quadrados. O júri seria formado por arquitetos brasileiros e estrangeiros, incluindo o próprio Niemeyer e o presidente do IAB, Paulo Antunes Ribeiro.

## Proposta
A proposta tinha, além das características da arquitetura moderna que estavam presentes em quase todos os projetos, influências de Alison e Peter Smithson e do Team 10. A Unité d'Habitation também influenciou. Entretanto, muitas ideias destoavam da maioria.
O projeto pensava uma cidade para cotidiano das pessoas e também enquanto organismo vivo e dinâmico, diferente da maioria das propostas que enrijeciam o plano piloto. Pretendia ser aberta, linear e vertical, com foco no transporte de massa - uma característica marcante é a presença de um sistema metroviário para isso, anos antes da primeira linha brasileira. A cidade teria único grande centro diversificado com escolas, universidade, esportes, serviços culturais, administração federal, centro de comércios, hotéis e serviços em torno de um parque de dezenove quilômetros quadrados, onde estaria o sistema de transporte. A expansão se daria por uma periferia circundante, que seria inevitável pois a cidade naturalmente se expandiria - o que o futuro mostrou que era verdade.
Ao invés de restringir, a equipe investiu na criação de uma instrumentação legal coerente, flexível e hábil para um desenvolvimento urbano, econômico e social mais saudável. Segundo Guedes, "era um absurdo querer limitar a cidade. Porque,ou ela teria energia e pressão para crescer, e ninguém seguraria, ou ela nem chegaria lá". Ele também comenta que as ideias usadas para o projeto eram parecidas com as que viriam alguns anos depois em Morte e Vida de Grandes Cidades, livro crítico ao urbanismo moderno e hoje considerado um clássico da área, lançado por Jane Jacobs em 1961 e que chegou ao Brasil em 1965.

## A polêmica do júri
O projeto da equipe acabou ficando no meio de uma discussão entre os membros do júri, quando o arquiteto Paulo Antunes Ribeiro, presidente do Instituto de Arquitetos do Brasil (IAB), entidade a qual representava, não concordou com a forma com que os projetos foram avaliados - em apenas dois dias e meio, onde nem os memoriais descritivos haviam sido lidos por inteiro. Dez trabalhos foram selecionados sem a participação de Paulo, que, para tentar amenizar, sugeriu a formação de uma só equipe com os autores desses 10 projetos pré-selecionados e um 11º, o da equipe STAM, que ele avaliou mais detalhadamente e julgou que deveria estar entre os finalistas. O júri negou, e o voto "unânime" da banca avaliadora na proposta de Lúcio Costa não teve a presença do presidente do IAB.